# Osroéné (provincie)

Východ Byzance v 5. století

Osroéné, latinsky Osroene, řecky Ὀσροηνής, byla provincie Římské říše a navazující Byzantské říše. Vznikla v roce 214, když Římané pohltili Království Osroéné, a zanikla roku 637, kdy byla dobyta Rašídským chlífátem. Rozkládala se na území dnešních států Irák, Turecko a Sýrie. Hlavním městem byla Edessa (dnešní Şanlıurfa), později Rhesaina. Sídlila zde Třetí parthská legie (Legio III Parthica), pravděpodobně v Rhesianě. 
Římané oblast dobyli již roku 114, díky Trajánově východnímu tažení, ale zprvu se spokojili s tím, že zde vznikl klientský stát. V roce 214, za vlády Caracally, se vlády ujali sami Římané, roku 244 zde Philippus Arabs nastolil provinciální správu. Po celou dobu své existence provincie zůstala jablkem sváru mezi Římany a jejich východními sousedy, Sásánovskou říší, s níž se o oblast utkali v mnoha konfliktech vleklých římsko-perských válek. Roku 608 většinu území dobyli Sásánovci, roku 637 provincie zanikla úplně kvůli Arabům.